# Marc Pujol Pons
Marc Pujol Pons (nascut el 21 d'agost de 1982) és un futbolista andorrà. Actualment juga a la UE Engordany a la Primera Divisió d'Andorra i a la selecció d'Andorra de futbol. Pujol ha marcat en partits competitius 4 gols amb la selecció andorrana.

## Carrera
Pujol va jugar la Copa Intertoto de la UEFA amb la UE Sant Julià contra el FC Lausanne-Sports (2001) i el Coleraine FC (2002).
Va acabar en tercera posició a Primera Catalana 2000–01, i l'ascens a Tercera divisió amb l'Andorra. També va acabar en tercera posició al grup 5 de Tercera 2002–03 amb el Sant Andreu. Posteriorment va guanyar la Supercopa d'Andorra 2003 amb la UE Sant Julià.
Posteriorment, Pujol va aconseguir el segon lloc a Tercera Catalana 2010–11 i va ascendir a Segona Catalana amb l'Andorra. També va aconseguir el segon lloc a Segona Catalana 2011-12 i va ascendir a Primera Catalana amb l'Andorra. Posteriorment va guanyar la Primera Divisió d'Andorra 2013–14 amb el FC Santa Coloma.

## Internacional
Pujol va jugar un partit contra Anglaterra a Old Trafford celebrat el 2 de setembre de 2006, però va haver de retirar-se poc després de l'inici de la segona part a causa d'una lesió a la cama després d'una topada amb Ashley Cole.